# Wardim
Wardim (bułg. Вардим) – wieś w północnej Bułgarii, w obwodzie Weliko Tyrnowo, w gminie Swisztow.
Miejscowość położona jest nad prawym brzegiem Dunaju. W pobliżu wsi znajduje się wyspa Wardim.
Pierwsze wzmianki o wsi pochodzą z 1783 roku z tureckich dokumentów.